# Bimota Vdue
Die Bimota Vdue war ein Sportmotorrad des italienischen Herstellers Bimota, das ursprünglich für den Renneinsatz in der Motorrad-Weltmeisterschaft entwickelt wurde. Die Bimota Vdue hatte bei ihrer Vorstellung den hubraum- und leistungsstärksten Zweitaktmotor, der für den öffentlichen Straßenverkehr zugelassen war.  

## Geschichte und Technik
Bei der Motorentwicklung, für den Einstieg in die 500-cm³-Klasse, wurden zwei Einzylinder (Bohrung/Hub: 72 × 61,25 mm) mit jeweils eigener Kurbelwelle über Zahnräder gekoppelt. Die Konstrukteure versprachen sich durch den Zweizylinder einen Gewichtsvorteil gegenüber der Konkurrenz u. a. von Honda mit V-4-Motor; zusätzlich wurde über die Gegenläufigkeit ein Massenausgleich erzielt. Als Besonderheit sollte eine Radnabenlenkung zum Einsatz kommen. Noch während der Entwicklungsphase wurde das Rennsport-Projekt aus Kostengründen eingestellt, der Rennmotor wurde danach zum Serienmotor weiterentwickelt.   
Die elektronische Benzin-Direkteinspritzung sollte den Verbrauch und die Schadstoffe vor dem Hintergrund der zukünftigen  Euro-1-Abgasnorm ohne Katalysator für den Serienmotor reduzieren. Zwei Einspritzdüsen je Zylinder spritzten in Höhe der Überströmkanäle den Kraftstoff direkt in den Zylinder ein. In der Praxis bereitete die Benzin-Direkteinspritzung grundlegende Probleme mit der Motorabstimmung, die dazu führten, dass Bimota alle bereits ausgelieferten Vdue  zurückrufen musste.
Das Fahrwerk besteht aus einem Aluminium-Brückenrahmen, stabiler 46-mm-Teleskopgabel und Alu-Hinterradschwinge mit Zentralfederbein, Michelin-Reifen der Größe 120/70 ZR 17 (vorne) und 180/55 ZR 17 (hinten). 1998 wurde nach 150 gebauten Exemplaren die Produktion des 33.000 D-Mark teuren Motorrads, auch aufgrund wirtschaftlicher Schwierigkeiten, eingestellt.
Von 1999 bis 2000 wurde eine kleine Serie von 26 Exemplaren für den Rennsport unter der Bezeichnung Bimota Vdue Corsa Trofeo aufgelegt, die mit Dell’Orto-Vergaser 122 PS (89,7 kW) bei 9.500/min erzielte. Die Bimota Vdue Evoluzione Corsa eine Weiterentwicklung der Rennversion, erschien 2001 mit 135 PS (99,3 kW) bei 10.500/min. Etwa 14 Exemplare sollen davon gebaut worden sein. 
2003 wurde erstmals wieder eine Straßenversion, jedoch mit Vergaser, unter der Bezeichnung Vdue Evoluzione und einer Leistung von 110 PS (80,9 kW) bei 9.000/min produziert; 120 Exemplare wurden überwiegend für den italienischen Markt gefertigt. 2005 wurde nochmals eine reine Rennversion (Vdue Edizione Finale) in kleiner Auflage (30 Stück) hergestellt. Insgesamt wurden 340 Bimota Vdue (Renn- und Straßenversionen) gefertigt.